# Borussia (pismo)
Borussia (Borussia, Kultura, Historia, Literatura) – regionalny periodyk historyczno-literacko-kulturalny o obiegu ogólnokrajowym i międzynarodowym wydawany w Olsztynie w latach 1991-2017 przez Stowarzyszenie Wspólnota Kulturowa Borussia. Podejmował tematykę pogranicza oraz kontaktów polsko-niemieckich w szeroko rozumianym regionie dawnych Prus Wschodnich.
Pierwszy numer ukazał się w 1991 roku. Otrzymał nagrodę paryskiej "Kultury" za rok 1996 przyznawaną pismom i redakcjom zajmującym się regionami pogranicza. W latach 1991–1997 redaktorem naczelnym był Kazimierz Brakoniecki, a następnie do 2017 redakcją kierował Robert Traba. W 1998 roku powołano Radę Redakcyjną.
W ciągu 14 lat istnienia na łamach pisma gościło około 700 autorów i tłumaczy.
Ukazywał się w nakładzie 700 egzemplarzy objętości 350 stron.

## Redakcja (2007)
- Redaktor naczelny: Robert Traba,
- Sekretarz redakcji: Iwona Łazicka-Pawlak (poezja)
- Zastępca sekretarza: Maryla Paturalska
- Włodzimierz Kowalewski (proza)
- Iwona Liżewska (historia)
- Janusz Pilecki (opracowanie graficzne)
- współpraca: Piotr Siwecki, Grzegorz Strauchold

## Rada Redakcyjna
- Kazimierz Brakoniecki
- Basil Kerski
- Hubert Orłowski
- Olga Tokarczuk
- Leszek Żyliński

## Wydawnictwa książkowe
- praca zbiorowa (tłum. J.Górny, T.Andlauer, B.Dobrakowski, J.Gromadzka, I.Gruca, A.Jaszkowic, J.Pawłowska,M.Sekulska, H.Sekulski) Wypędzeni ze Wschodu. 2001.
- Hubert Orłowski Warmia z oddali. Odpominania 2000.
- Martin Pollack (tłum. Andrzej Kopacki) Po Galicji. O chasydach, Hucułach, Polakach i Rusinach. 2000.
- Kazimierz Brakoniecki Muza domowa, wiersze 2000.
- red. Robert Traba Tematy polsko-ukraińskie: historia, literatura, edukacja 2000.
- praca zbiorowa (tłum. M. Faas, E. Feldmann, S. Häsler, W. Hummel-Hesse, R. Stößinger, I. Such, H. Ulrich, M. Wystub) Vertreibung aus dem Osten. Deutsche und Polen erinnern sich. 2000.
- Alicja Bykowska-Salczyńska Wiersze zebrane 1999.
- Piotr Lachmann Wywołane z pamięci (eseje) 1999.
- Basil Kerski Otwarta brama. Niemcy między zjednoczeniem a końcem stulecia. 1999.
- Małgorzata Jackiewicz-Garniec, Mirosław Garniec Pałace i dwory dawnych Prus Wschodnich. Dobra utracone czy ocalone? 1999
- Wybór i opracowanie: Kazimierz Brakoniecki i Winfried Lipscher Borussia. Ziemia i ludzie. Antologia literacka. 1999
- red. Robert Traba Tematy żydowskie. Historia. Literatura. Edukacja 1999.
- Max P. Toeppen, tłum. Małgorzata Szymańska-Jasińska, oprac. Grzegorz Jasiński Historia Mazur. Przyczynek do dziejów krainy i kultury pruskiej 1998.
- Wolfgang Koeppen, tłum. Magdalena Sacha Pewnego razu na Mazurach/Es war einmal in Masuren 1998.
- Hubert Orłowski (tłum. Izabela Sellmer i Sven Sellmer) "Polnische Wirtschaft". Nowoczesny niemiecki dyskurs o Polsce 1998.
- Kazimierz Brakoniecki (tłum. Winfried Lipscher) Atlantyda Północy/Atlantis des Nordens 1998.
- Tamara Bołdak-Janowska Rytmy polskie i niepolskie. Opowiadań naiwnych ciąg dalszy 1998.
- red. Robert Traba Tematy polsko-litewskie. Historia. Literatura. Edukacja 1998.
- Tamara Bołdak-Janowska Opowiadania naiwne 1997.
- red. Elżbieta Traba, Robert Traba, współpr. Jörg Hackmann Tematy polsko-niemieckie. Historia. Literatura. Edukacja 1997.
- Ferdynand Gregorovius (tłum. Franciszek Jeziołowicz, wstęp i oprac. Janusz Jasiński) Idea polskości 1991.